# ATC V – Egyéb gyógyszerek
Az ATC V – Egyéb gyógyszerek a gyógyszerek anatómiai, gyógyászati és kémiai osztályozási rendszerének (ATC) egyik fő csoportja.
| ATC V   | Egyéb                                    |
| ------- | ---------------------------------------- |
| ATC V01 | Allergének                               |
| ATC V03 | Minden egyéb terápiás készítmény         |
| ATC V04 | Diagnosztikumok                          |
| ATC V06 | Általános tápszerek                      |
| ATC V07 | Összes egyéb, nem terápiás készítmény    |
| ATC V08 | Kontrasztanyagok                         |
| ATC V09 | Diagnosztikában használt radiofarmakonok |
| ATC V10 | Terápiában használt radiofarmakonok      |
| ATC V20 | Sebészeti kötözőszerek                   |